# Wilhelm Marstrand
Wilhelm Marstrand (Koppenhága, 1810. december 24. – Koppenhága, 1873. március 25.) dán festő.

## Élete
Eckersberg tanítványa volt és már pályája kezdetén pompás, eredeti humorral ábrázolt egyes komikus jeleneteket a koppenhágai életből. 1836 és 1843 között tartózkodott először Olaszországban; ott festette a Szent Antal ünnepe Rómában és Olasz szüret című képeit. Hazatérése után festette Ludvig Holberg vígjátékaiból vett hires képeit, melyeknek eredeti, tőrülmetszett, néha kissé durva humora szinte fölülmúlhatatlan. Talán a legsikerültebbek közöttük az Erasmus Montanus (1844) és a Látogatás a gyermekágyas asszonynál. Szintoly kitűnőek tollrajzai, illusztrációi, főleg a Don Quixote-hoz készítettek. Utóbb még többször utazott Olaszországba, de ezek az utazások nem váltak eredetiségének előnyére. Későbbi kitűnő képei: a nagy Vasárnap a Siljan tavon (1853); Látogatás (1857); Krisztus és a tanítványok Emauszban (1856); Krisztus vendégsége (1869). Életteljes arcképei közül említendők: Heibergnéé, Hansen Konstantin festőé, Höyen tanáré. 1853-tól 1859-ig a koppenhágai akadémia igazgatója volt.

## Galéria

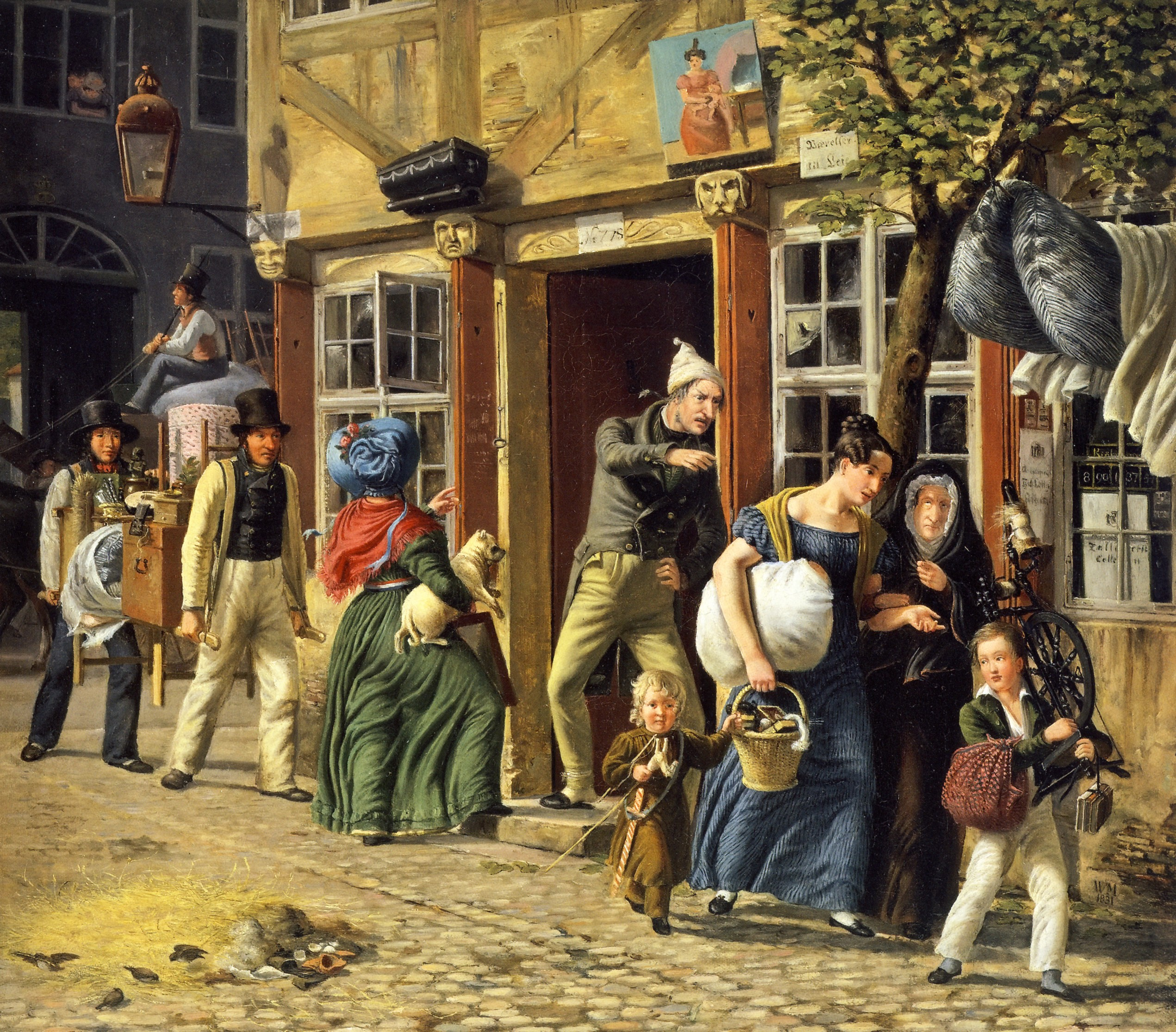
Költözés
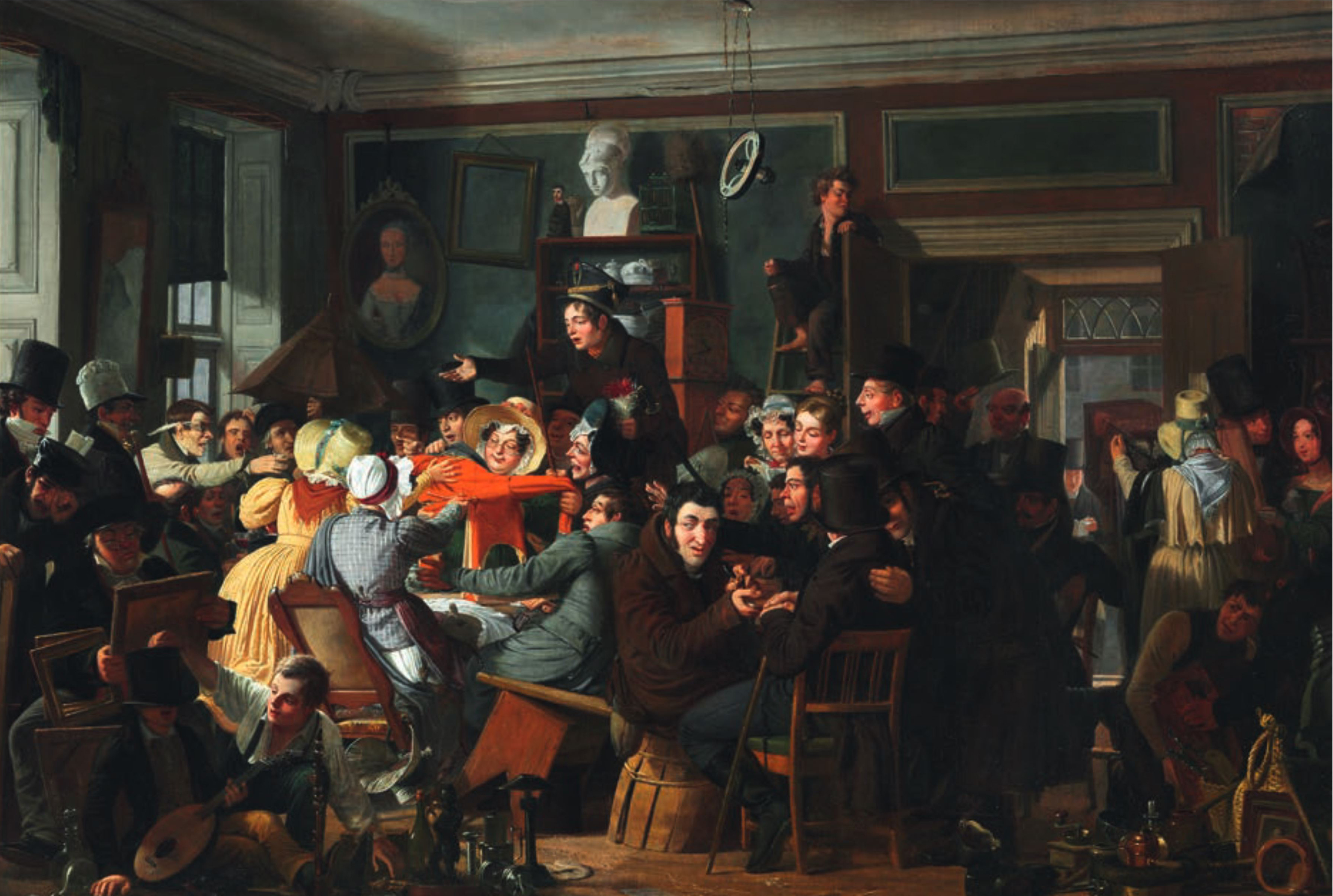
Árverés
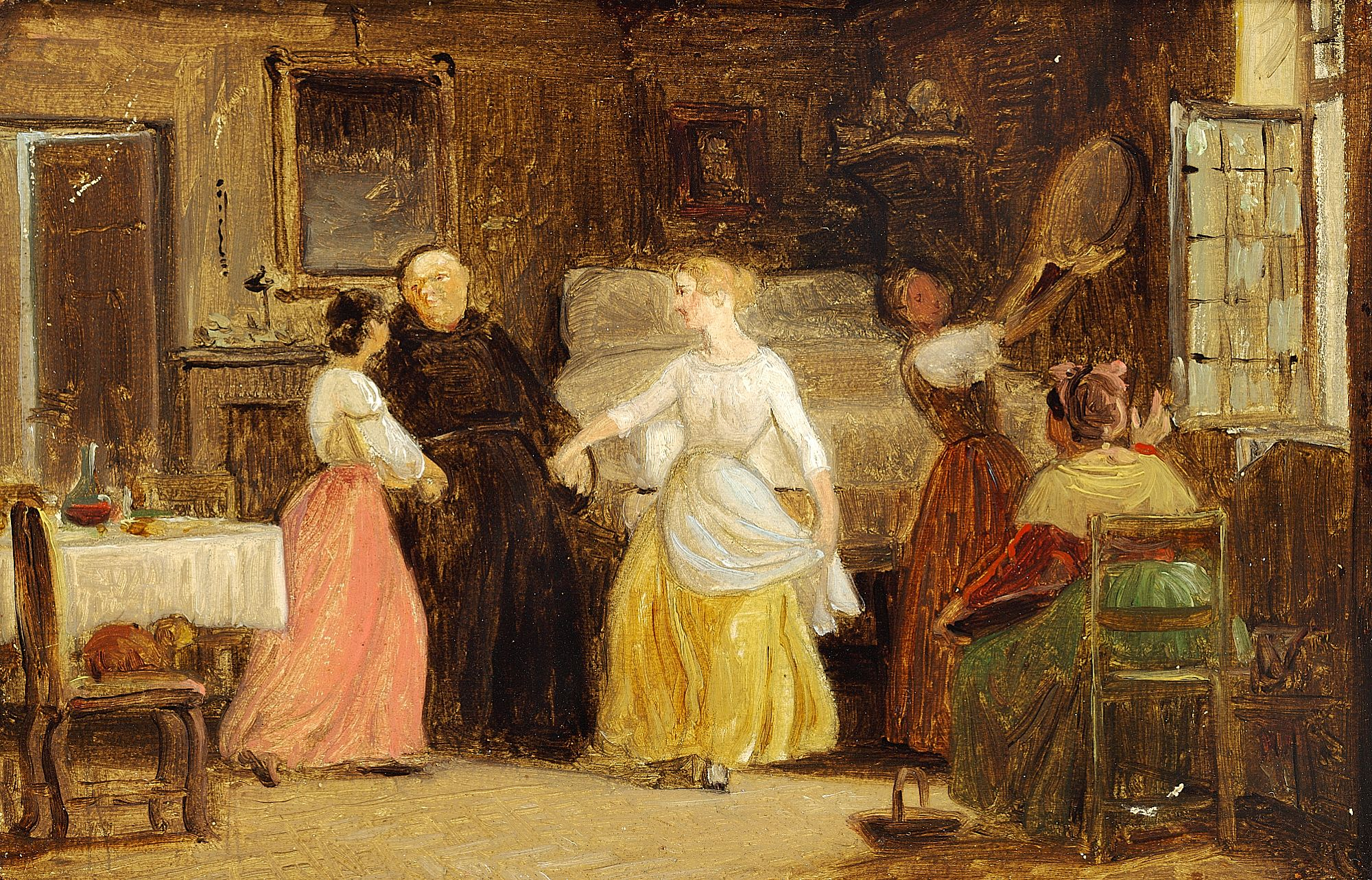
A nővérek táncolni hívják a szerzetest

## Kapcsolódó szócikk
- Dán festők listája